# Neurotrichus gibbsii
Neurotrichus gibbsii är ett däggdjur i familjen mullvadsdjur (Talpidae) och den enda arten i sitt släkte. Den förekommer i Nordamerika.

## Kännetecken
Arten påminner mer om en näbbmus än om en mullvad. De främre fötterna är inte lika förstorade som hos andra mullvadsdjur och arten har mindre förmåga att gräva. Klorna vid de mellersta tre fingrarna och tårna är störst. Nosen är långsträckt, ögonen är små och yttre öron saknas. Den täta mjuka pälsen har en mörkgrå till svart färg. Med en kroppslängd mellan 7 och 8 centimeter (utan svans) är arten en av de minsta av alla mullvadsdjur. Svansen är jämförelsevis tjock och 3 till 4 centimeter lång. Vuxna individer når en vikt mellan 7 och 11 gram.

## Utbredning och habitat
Utbredningsområdet sträcker sig från södra British Columbia (Kanada) till centrala Kalifornien (USA). Österut finns den till Kaskadbergen och Sierra Nevada. Den lever även i bergsregioner upp till 2 500 meter över havet. Neurotrichus gibbsii föredrar mjuk jord främst i tempererade fuktiga skogar. Arten vistas gärna nära vattendrag.

## Levnadssätt
Individerna vistas främst på marken. De skapar stigar under lövskiktet eller under annan död växtlighet och de gräver sällan äkta tunnlar. Gångarna ligger vid vissa ställen 30 cm under markytan. De används främst som viloplats och sällen för att leta efter föda. Vid ingången finns inga jordhögar. Neurotrichus gibbsii har bra förmåga att simma och klättra i buskar.
De kan vara aktiva på dagen och på natten och bildar mindre grupper.
Födan utgörs huvudsakligen av daggmaskar, gråsuggor samt insekter och deras larver. Ibland äter de mindre ryggradsdjur som groddjur.

## Fortplantning
Honor kan para sig hela året och ibland förekommer flera kullar per år. Per kull föds en till fyra ungar. Boet för ungarna byggs antingen på marken eller i buskar. Annars är inte mycket känt om deras fortplantningssätt.

## Systematik
Tidigare listades arten tillsammans med två arter från Japan till släktgruppen Urotrichini. Alla tre mullvadsdjuren liknar sig i levnadssättet men dessa likheter beror troligen på konvergent evolution.